# 出局 (棒球)
出局（英語：Out）是指棒球比賽中進攻的一方球員喪失比賽資格。正規的棒球比賽進攻的一方有3名球員出局的話，該局強制結束。一般而言，球員有以下情況將會出局：
- 打者被三振出局。
- 打者擊出滾地球，在跑向一壘前守備球員將球傳向一壘或是自踩一壘壘包，打者被刺殺出局。
- 打者擊出高飛球（英语：Batted ball），被守備的球員在球未落地前接到，打者被接殺出局。
- 打者被接殺出局，跑者不及返回原本壘位時，跑者被封殺出局(此時防守方不需要觸殺跑者)。
- 打者出現犯規行為（如妨礙守備、跑壘偏离、跑壘越位、发生冲突或其他主审认为犯规的行为）

特殊狀況：無人或一人出局且一、二壘有跑者或滿壘，打者擊出內野高飛球時，如果裁判(不限定主審)主觀認定守備球員可以確實掌握球，應宣告為內野高飛必死球，此時無論守備球員是否確實接住球，打者均應被宣告出局。此規則用意在保護攻擊方，避免防守方故意漏接然後策動雙殺。
除此之外，無人或一人出局且一壘有跑者(無論其他壘位是否有跑者)，打者擊出內野平飛球而內野手沒有確實接住時，如果裁判(不限定主審)主觀認定內野手是企圖製造雙殺而故意漏接，應宣告打者出局，壘上跑者返回原壘位。此規則用意在保護攻擊方，避免防守方故意漏接然後策動雙殺。但如果內野手在碰觸球之前先讓球落地再撿起來做動作，則上述狀況不成立，防守方如策動雙殺守備，其雙殺成立。
- 守備球員持球或傳球使強迫進壘的跑者出局，此時稱為封殺出局。
- 進攻方刻意阻礙守備球員的行為，此時稱為妨礙守備。
- 跑者被打者打出去的球擊中，為妨礙守備的一種。
- 跑者未踏於任何壘位，而遭守備球員以持球手或手套觸碰時，跑者被觸殺出局。但如果守備球員用未持球的手或手套碰觸跑者，無論另一手是否有球，均未符合觸殺規定，此時防守方有可能被宣告妨礙跑壘。
- 跑者為了躲避守備球員觸殺而偏離原本的跑壘路線過遠(即三呎線規定)，即使守備球員未確實以持球手或手套觸碰跑者，跑者仍應被宣告出局。
- 跑壘時後位跑者超越前位跑者(即跑壘越位)時，後位跑者應被宣告出局。除此之外，發生跑壘越位時仍為活球(比賽進行中)。
- 當因為夾殺或跑壘判斷錯誤致使2位跑者踩踏相同壘位時，後位跑者應被宣告出局。

在比賽中有時更可以作出雙殺及較為罕見的三殺出局方式。
以下是幾種較為特殊的出局：
- 打者以非法改造或未經聯賽官方認證之球棒打擊。
- 打者在同一打席任意變換打擊區，但如果防守方換投手，則打者得於換投手後變換打擊區。
- 打者打擊時單腳或雙腳完全站在打擊區範圍以外(踩線仍算合法擊球)。
- 跑者於跑壘過程中與跑壘指導員有肢體碰觸時，無論是故意還是不小心，跑者均應被宣告出局，並形成比賽停止球，只有打者擊出場外全壘打時除外。

以下特殊出局情形裁判不得主動判決，必須由防守方提出「促請裁決」才得判決。
- 進攻方打擊順序錯誤。

但當出現打擊順序錯誤情況時，防守方應於進攻方非正位打者上壘後再行促請裁決，此時正位打者被宣告出局，非正位打者攻擊的內容不算(但如果出現盜壘、暴投、捕逸、投手犯規等與打者無關的內容則照算)必須重打。如果在非正位打者尚未完成打擊時提出，則正位打者仍可依照當時的球數接續打擊，而不會被宣告出局。
- 跑者於打者飛球出局時，於球尚未碰觸防守方球員前時即先行進壘(即未履行返回原壘位之義務)。

如果守備員第一時間未確實將球接住，以補救方式才完成接殺時，則跑者於球碰觸防守方球員後即得進壘，無須等球確實接住。
- 跑者於進壘或回壘的過程中漏踩壘包。如果跑者在抵達下一個壘位前即發現自己漏踩壘包，仍得回頭踩壘；反之如果已超過下一個壘位，即不得回頭踩壘，算作出局。

## 外部連結
- 出局在台灣棒球維基館上的頁面（繁體中文）